# Monmouth Film Corporation
Monmouth Film Corporation foi uma companhia cinematográfica estadunidense da era do cinema mudo, que foi responsável pela produção de 3 filmes em 1917.

## Histórico
A companhia cinematográfica foi incorporada em 10 de março de 1916, em Nova Iorque.
Produziu apenas três filmes, um deles o seriado Jimmie Dale Alias the Grey Seal, em 1917, em 16 capítulos. Seus filmes foram distribuídos pela Mutual Film Corporation.

## Filmografia
- The Devil's Playground (1917)
- Jimmie Dale Alias the Grey Seal (1917), seriado
- Below the Deadline (1917)